# Bruno Johnke
Bruno A. Johnke (* 19. Juni 1906 in Berlin; † 3. August 2007 in Pensacola, Florida) war ein deutscher Turner.

## Sportliche Laufbahn
Johnke war selbst Leistungsturner, vertrat die Berliner Städtemannschaft und nahm an Deutschen Turnmeisterschaften teil.
1932 erreichte er bei den 4. Deutschen Meisterschaften im Geräteturnen in Berlin vor 10.000 Zuschauern einen 7. Platz.

## Trainer
1936 trainierte er die ägyptische Nationalmannschaft beim Turnen der Olympischen Spiele in Berlin. Später war er in den Vereinigten Staaten als Trainer tätig, deren Staatsbürgerschaft er 1958 annahm. 1970 wurde er in die United States Gymnastics Hall of Fame aufgenommen.